# Kataklizma
A kataklizma (a latin cataclysmus és a görög kataklysmos, kataklýzein „elözönleni“, vagy katá „el,le“- + klýzein „özönleni“ szavakból) a geológiában egy földtörténeti katasztrófát, például egy hirtelen megsemmisülést vagy rombolást jelent. A görög nyelvben ez a kifejezés a bibliai özönvíz fogalmát fedi.

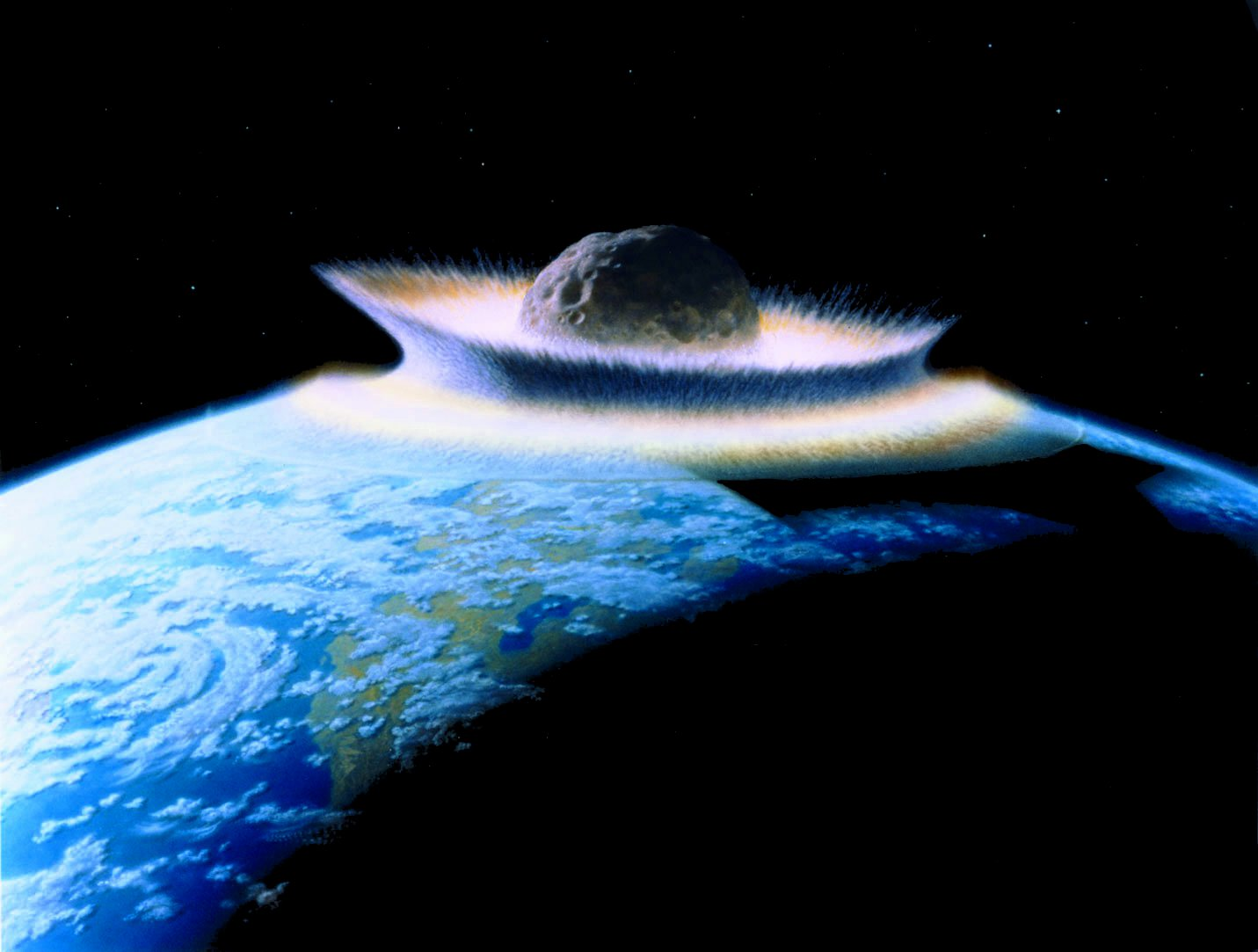
Fantáziakép egy a Földhöz hasonló kőzetbolygóba csapódó kisbolygóról

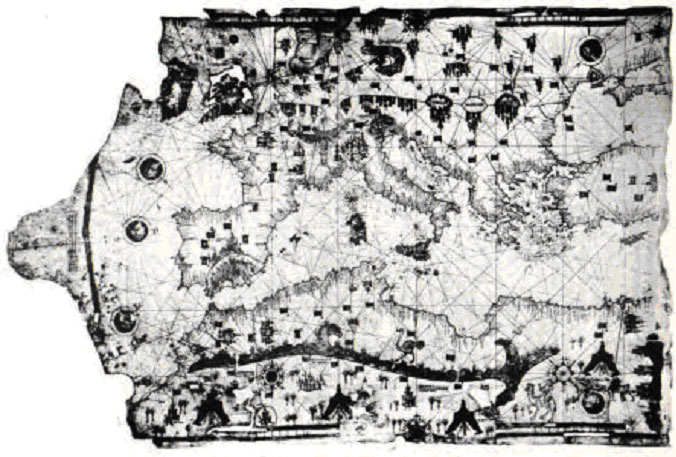
Ibn Ben Zara térképe 1487-ből

Általános felhasználást nyer a szó egy hatalmas, mindent elsöprő katasztrófa jelölésére. Walter Haug egy nagy kataklizma, közelebbről egy kisbolygó becsapódása következményeként jelöli meg többek között a Föld pólusainak hirtelen felcserélődését, a Fekete-tenger jelenlegi nagyságának kialakulását egyfajta vízözön következtében. Elemzi ehhez Ibn Ben Zara (világ)térképét 1487-ből, mely Anglia, Skócia és a Rajna-völgy felső szakaszának a víz által elöntött állapotát ábrázolja.
A WDR és SWR tv-csatornák Planet-Wissen című sorozata A piramisok építése címmel műsorában azt állítja, hogy "létezik egy elmélet, mely szerint a piramisok építésének oka a kataklizma miatti félelemben keresendő, vagyis az egész kultúra egy az Özönvízhez hasonló megsemmisülésétől való félelemben élt. Az elmélet szerint az egyiptomiak teljes természettudományi, asztronómiai és matematikai tudásukat a piramisok építésére koncentrálták, mintegy össztársadalmi mesterművet létrehozva az örökkévalóság számára.
A korai babilóniai mitológiában Enlil, a vihar istene özönvizet teremt, hogy a hitetlen emberiséget megsemmisítse, mégis En-Ki, a víz istene megmentette Ziusudra királyt egy bárka segítségével. A korábbi eredetű Atraḫasis is leírja a lázongó emberiség elpusztítását egy nagy árvíz keltésével és a kiválasztottak túlélését egy hajóban. Atraḫasis hőse az Ugaritból származó özönvíz-töredéknek is. Az új-asszír Gilgames-eposzban Uta-napišti az a hajóépítő, aki az özönvizet túléli.
Chaim Noll tudósít még az inkák, az afrikai jorubák, valamint az észak-amerikai pawnee indiánok egy-egy ilyen mítoszáról.

## Web linkek
- https://web.archive.org/web/20070802160528/http://www.exilpen.de/HTML/Texte/noll_essay_060402.html#110
- Chaim Noll :Noah und die Wasser der Korruption Die biblische Sintflut-Parabel (Noé és a korrupció vize. A bibliai özönvíz parabólája)
- P.E.N. Zentrum deutschsprachiger Autoren im Ausland (Külföldön élő német szerzők centruma)